# Jędrzejów Wąskotorowy
Jędrzejów Wąskotorowy – stacja kolejowa w Jędrzejowie, w gminie Jędrzejów, w powiecie jędrzejowskim, w województwie świętokrzyskim, w Polsce.